# Drezdai kódex

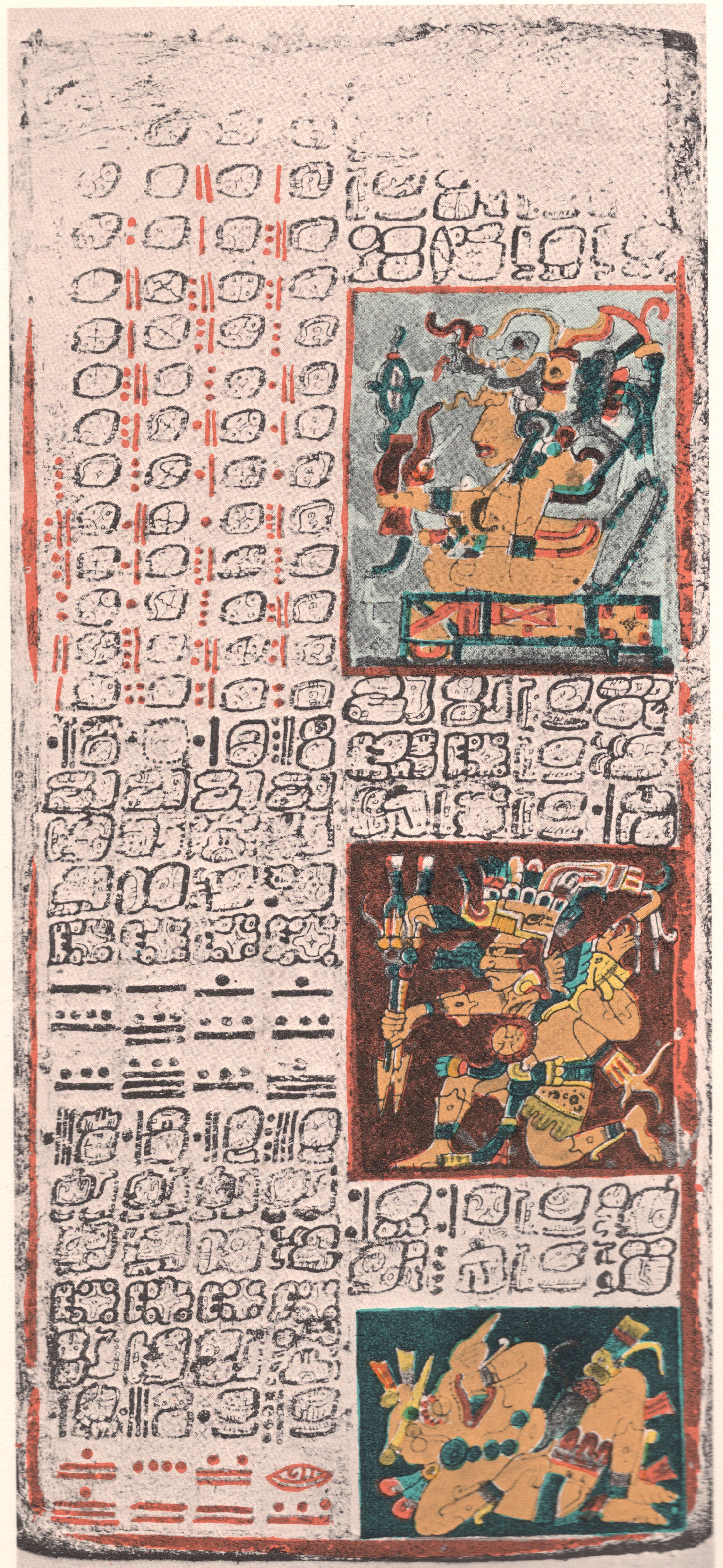
A kódex 49. lapja

A Drezdai kódex, vagy más néven Codex Dreasdensis, ill. Dresden Codex, írásos maja emlék, maja hieroglif írásmóddal készült, gyönyörű, színes rajzokkal illusztrálva. Keletkezési ideje 1200 és 1250 közé tehető, a maja Chichén Itzában találták meg. Ez a példány egy 3-400 évvel korábbi kódex másolata lehet. A történészek szerint ez a legkorábbi ismert könyv az amerikai földrészről.
Az íráshoz a maják papírszerű anyagot használtak, ami tulajdonképpen az általuk "copo"-nak nevezett fa kérge, ezen fa a maják élőhelyén őshonos, a neve: yucatáni nyárfa, vagy ficus cotinifolia. A kéreg fehér részét finomra őrölték, majd a rostpépet egy helyi cédrusfa és egy másik, "pich"-nek nevezett fa mézgagyantájával keverték. Ezt a keveréket valószínűleg két fahenger között kinyújtották, így hosszú csíkokat nyertek, majd ezt vékony mészréteggel vonták be, és hajtogatva, mindkét oldalára írtak.
A ránk maradt 4 maja kódex (Drezdai kódex – Codex Dreasdensis, Madridi kódex – Codex Tro-Cortesianus, Párizsi kódex – Codex Peresiensis, és a Grolier-kódex) feltalálási, illetve őrzési helyéről kapta a nevét. A Drezdai kódexet a drezdai Sächsische Landesbibliothek őrzi. A kódex kiterített hossza 3,5 m, szélessége 9 cm, összesen 74, írást tartalmazó oldala van, további két oldala üres.
A kódex első változatának valószínű keletkezési ideje a 24. oldalon olvasható, amennyiben: 9. 9. 9. 16. 0., tehát 1 Ahau 18 Kayab, ami a Julián naptár szerint 623. február 4-e. A megelőző időbeli adatok a múltnak, az utána következők pedig a jövőnek felelnek meg, tehát próféciának minősülnek – ez utóbb említett különösen az 51. kódexoldaltól kezdődően nyeri el jelentőségét, amikor a várható napfogyatkozásokról, bolygó-együttállásokról, illetve esetleges társadalmi-természeti katasztrófákról esik szó. Az előbb említett időpontot követően akár századok múltán egy később élő és tevékenykedő pap kezébe vehette az ősi kéziratot és azon további bejegyzéseket tehetett.
Fontos tudni, hogy a kódex Initiale Sorozatokat tartalmaz, így a közölt események – gondos utánaszámolással – időben besorolhatók. A kódex 75 tzolkint (13x20, azaz 260 nap) tartalmaz, így jobbára asztronómiai beszámoló, de tartalmát tanulmányozva, néhány történelmi esemény vonatkozás mellett számos csillagászati eseményt, áldozásra és mindennapi tevékenységre vonatkozó adatot találunk. A 16-22. oldalaknak Ix Chel (Holdistennő), a 29-43. Itzamná (Napisten) a legfontosabb alakja. Említésre méltó, hogy a kódex megdöbbentően pontos adatokat tartalmaz a Vénusz fényváltozásaival kapcsolatban, a 46-50. kódexoldalakon a Vénusz szinódusának négy jellegzetes adata (236-90-250-8 nap) jól kivehető. Az 59. oldal a Mars bolygóval foglalkozik. Az 51-58. oldalakon találjuk a híres kettős naptárt, vörös színű glyphákkal és fekete színű számsorokkal. A drezdai kódex hét lapja 405 lunációt, 39 napfogyatkozást, 31 holdfogyatkozást foglal magában, 46 tzolkin (260 napos) év lefutása, összesen 11 960 nap alatt. (755. november 21. – 788. augusztus 4.).
A fekete színű számsor kezdőnapja 9. 16. 4. 11. 3, azaz 1 Akbal 16 Muan, ami megfelel 755. november 21-ének; a befejező nap: 13. 0. 0. 0. 0., azaz 4 Ahau 3 Kankin, ami megfelel 2012. december 21-ének. Ez a dátum a Quirigua-i romváros (Guatemala) "C" jelzésű sztéléjén jól kivehető, a maják erre az időpontra jelezték a Negyedik Teremtés (kezdő napja 4 Ahau 8 Cumku, azaz Kr. e. 3113. augusztus 11., Gergely-naptár szerint) végét, ezt követően indul a maják hite szerint az Ötödik Teremtés. A kódex a Negyedik Teremtés végét a 74. oldalon dolgozza fel, sötétség az Égen, sötétség a Földön és a Fekete Rés glyphájával, illetve hatalmas esőzés képi ábrázolásával.

## Külső hivatkozások
- A Drezdai kódex a Foundation for the Advancement of Mesoamerican Studies (FAMSI) honlapjáról letölthető PDF formátumban